# Polleniopsis menechma
Polleniopsis menechma är en tvåvingeart som beskrevs av Seguy 1934. Polleniopsis menechma ingår i släktet Polleniopsis och familjen spyflugor. Inga underarter finns listade i Catalogue of Life.